# ژو هانمینگ
ژو هانمینگ (انگلیسی: Zhou Hanming؛ زادهٔ ۱۸ اکتبر ۱۹۸۰) شمشیرباز اهل چین بود. وی در بازی‌های المپیک تابستانی ۲۰۰۴ و ۲۰۰۸ شرکت کرده‌است.